# Volcà del Puig de l'Ós
El Volcà del Puig de l'Ós és un volcà situat al municipi de Sant Joan les Fonts, a la comarca catalana de la Garrotxa.